# Provincia delle Fiandre Occidentali

Logo

Le Fiandre Occidentali (in olandese West-Vlaanderen, in fiammingo West-Vloandern, in francese Flandre Occidentale) sono una provincia delle Fiandre, una delle tre regioni del Belgio. Confinano con il Mare del Nord a nord-ovest, i Paesi Bassi (Zelanda) a nord-est, le province belghe delle Fiandre Orientali a est e dell'Hainaut a sud-est e la Francia (dipartimento del Nord) a sud-ovest. Il capoluogo è Bruges (Brugge). Occupano una superficie di 3125 km² e sono divise in otto distretti amministrativi (arrondissementen in olandese) che contengono 64 comuni.
L'intera costa belga sul Mare del Nord, importante destinazione turistica, si trova nelle Fiandre Occidentali. La costa è percorsa interamente da una linea tramviaria: De Panne - Ostenda (Oostende) - Knokke-Heist.

## Comuni
Arrondissement di Bruges:
- Beernem
- Blankenberge
- Bruges (Brugge)
- Damme
- Jabbeke
- Knokke-Heist
- Oostkamp
- Torhout
- Zedelgem
- Zuienkerke

Arrondissement di Courtrai:
- Anzegem
- Avelgem
- Courtrai (Kortrijk)
- Deerlijk
- Harelbeke
- Kuurne
- Lendelede
- Menen
- Spiere-Helkijn
- Waregem
- Wevelgem
- Zwevegem

Arrondissement di Diksmuide:
- Diksmuide
- Houthulst
- Koekelare
- Kortemark
- Lo-Reninge

Arrondissement di Ostenda:
- Bredene
- De Haan
- Gistel
- Ichtegem
- Middelkerke
- Ostenda (Oostende)
- Oudenburg

Arrondissement di Roeselare:
- Hooglede
- Ingelmunster
- Izegem
- Ledegem
- Lichtervelde
- Moorslede
- Roeselare
- Staden

Arrondissement di Tielt:
- Ardooie
- Dentergem
- Meulebeke
- Oostrozebeke
- Pittem
- Ruiselede
- Tielt
- Wielsbeke
- Wingene

Arrondissement di Veurne:
- Alveringem
- De Panne
- Koksijde
- Nieuwpoort
- Veurne

Arrondissement di Ypres:
- Heuvelland
- Langemark-Poelkapelle
- Mesen
- Poperinge
- Vleteren
- Wervik
- Ypres (Ieper)
- Zonnebeke